# Варфоломей (Городцев)
Митрополи́т Варфоломе́й (в миру Сергей Дмитриевич Городцев (Городцов); 5 (17) июля 1866, село Поздное, Михайловский уезд Рязанская губерния — 1 июня 1956, Новосибирск) — епископ Русской православной церкви, митрополит Новосибирский и Барнаульский.

## Семья
Родился в семье священника. Его отец, Дмитрий Андреевич, первым в Рязанской губернии ещё до отмены крепостного права основал школу для обучения грамоте приходских детей.
Братья:
- Павел Дмитриевич — протоиерей, богослов.
- Александр Дмитриевич — российский оперный певец и общественный деятель.

Сёстры: Анна, Мария, Феодосия, Варвара.

## Образование
Окончил Рязанскую духовную семинарию (1886 год), Санкт-Петербургскую духовную академию со степенью кандидата богословия (1890 год). Учился вместе с будущим Патриархом Сергием (Страгородским). Магистр богословия (тема диссертации: «Книга Иова (Опыт библейско-психологического обозрения содержания книги)»). Доктор богословия (1951 год).

## Священник
С 1890 года — помощник инспектора Могилёвской духовной семинарии. Сотрудничал в «Могилевских епархиальных ведомостях».

### Служение в Грузии
11 декабря 1892 года рукоположён в диакона, а 13 декабря во иерея, назначен в Александро-Невский храм города Тифлиса. С 1 января 1893 года — заведующий 2-й миссионерской (Казанской) церкви Тифлиса (на Андреевской, ныне — Георгия Чубинашвили, улице). На момент его назначения церковь была деревянной, барачного типа. В 1893—1894 годы вместо неё был построен каменный храм. В 1903 году возведён в протоиереи. С 28 декабря 1905 года, одновременно, законоучитель и инспектор классов Иоанникиевского епархиального женского училища.
Являлся председателем миссионерского братства, председателем епархиального училищного совета, благочинным русских церквей, законоучителем школы слепых, почётным членом Тифлисского патриотического общества (наиболее активной и крупной монархической организации на Кавказе). Публиковался в «Духовном вестнике Грузинского Экзархата». Был противником автокефалии Грузинской церкви, в январе 1907 года был тяжело ранен шестью пулями в результате покушения, совершенного противником русского влияния в Грузии.
Награждён орденом св. Владимира IV (1908) и III (1914) ст.
В последние годы жизни в Грузии был настоятелем церкви святого благоверного князя Михаила Тверского в Тифлисе.

### Аресты, ссылки, лагерь
После провозглашения автокефалии Грузинской церкви был вынужден покинуть Тифлис, с 1918 года служил в Баку в церкви в так называемом «черном городе». В 1923 году был арестован и выслан в Уфу. После пересмотра дела в 1924 году направлен в Соловецкий лагерь особого назначения, где составил акафист святому митрополиту Филиппу, одобренный находившимися вместе с ним в заключении епископами. После отбытия наказания в Соловках, с 1926 до начала 1931 года находился в ссылке в Барабинском округе Западно-Сибирского края. В 1931 году был определён на жительство в город Богучар Воронежской области.

### Служение в Подмосковье
С 1935 года — приходской священник в Клинском районе Московской области. В этот период часто общался с Патриаршим местоблюстителем митрополитом Сергием (Страгородским). Во время Великой Отечественной войны храм в деревне Воловниково, в котором он служил, был сожжён немецкими войсками. Также пожар уничтожил дом, в котором жил священник, все его книги и рукописи.

## Архиерей
17 апреля 1942 года указом Патриаршего Местоблюстителя за № 196 протоиерей Сергий Дмитриевич Городцев был назначен на кафедру епископа Можайского, викария Московской митрополии.
29 мая 1942 года в Казанском соборе Ульяновска митрополит Сергий совершил чин пострижения в монашество протоиерея Сергия Городцева с наречением имени Варфоломей в честь святого апостола Варфоломея.
На другой день, 30 мая состоялось наречение иеромонаха Варфоломея (Городцева) во епископа Можайского.
31 мая 1942 года, в Неделю Всех Святых, была совершена хиротония архимандрита Варфоломея во епископа Можайского. Чин хиротонии совершали: Патриарший Местоблюститель митрополит Сергий (Страгородский), архиепископ Горьковский Андрей (Комаров), архиепископ Куйбышевский Алексий (Палицын) и архиепископ Ульяновский Иоанн (Соколов). В сам день хиротонии, в награду за почти полувековую пастырскую деятельность новопоставленный епископ Варфоломей был возведён в сан архиепископа.
С 17 октября 1942 года — архиепископ Ульяновский.
Весной 1943 года направил пасхальное приветствие Патриарху-Католикосу Грузинской церкви Каллистрату, с которым находился в дружеских отношениях во время своего служения в Грузии. В этот период молитвенно-каноническое общение между Русской и Грузинской церквями отсутствовало, Русская церковь не признавала автокефалию Грузинской. В письме, в частности, признавал, что до 1917 года «великодержавные тенденции и правящей русской церковной власти, и нас — рядовых священников — могли производить на грузинских патриотов впечатление отрицательного характера». Это выдержанное в примирительных тонах послание способствовало примирению двух церквей в октябре 1943 года.

### Служение на Новосибирской кафедре
С 26 июля 1943 года — архиепископ Новосибирский и Барнаульский, управляющий Иркутской епархией (до 3 июня 1948) и временно управляющий Омской епархией (до 28 ноября 1946). Находился на Новосибирской кафедре до своей кончины.
Участник Архиерейского собора Русской православной церкви в сентябре 1943 года, на котором митрополит Сергий был единогласно избран Патриархом.
В 1947 году добился возвращения верующим мощей святителя Иоанна Тобольского.
В 1947—1948 годах также временно управлял Владивостокской епархией.
Выхлопотал себе викария и 27 февраля 1949 года возглавил в Новосибирске хиротонию архимандрита Никандра (Вольянникова) во епископа Бийского.
24 апреля 1949 года возведён в сан митрополита.
В 1950—1951 годах также управлял Семипалатинской епархией.
Верующие считали его человеком подвижнической жизни, прозорливым старцем. Был скромен и доступен для прихожан, но при этом весьма требователен к себе и к духовенству, когда речь шла о соблюдении обрядности, канонических правил, порядка церковной службы (выступал против любых её сокращений) и христианской морали.
Неоднократно обращался с призывами к верующим родителям, чтобы они побуждали детей посещать церковь, учить молитвы, изучать Закон Божий и сами приводили своих детей в церковь для совершения обрядов крещения. Прекратил такие призывы после получения указаний Священного Синода в 1948 году (такие указания рассылались по всем епархиям и вытекали из требования властей по пресечению миссионерской деятельности Церкви).
В 1949 году уполномоченный Совета по делам Русской православной церкви при Новосибирском облисполкоме Созонёнок в секретной характеристике на владыку написал:
Архиепископ Варфоломей — фанатично религиозный человек, с глубоко консервативными взглядами, большой приверженец русской старины, благожелательно относится ко всему русскому и отрицательно — к немцам и вообще к инаковерцам, особенно к баптистам и католикам, ревностный служитель Православной Церкви, стремящийся всеми силами и средствами расширить влияние Церкви, упрочить её положение, уберечь духовенство и верующих от всякого прогрессивного влияния извне. В этих вопросах он неутомим, несмотря на свой возраст.
Часто служил в Вознесенском кафедральном соборе Новосибирска, посещал приходы своей обширной епархии (только в 1944—1948 годах посетил свыше 20 приходов, причём некоторые из них по 2-3 раза). По его инициативе было зарегистрировано значительное количество приходов, активно поддерживал ходатайства верующих об открытии церквей и молитвенных домов. По мнению уполномоченного Созонёнка, владыка считал, что «как духовный наставник он не будет угоден Богу и не заслужит почетного места при загробной жизни, если не будет все время ревностно служить и отдавать свои силы на служение Богу и оставит духовенство и верующих вверенной епархии без своего руководства и наставничества». За несколько месяцев до смерти, будучи уже 89-летним старцем, выезжал из Новосибирска в Алтайский край для отпевания священника.
Почётный член Московской духовной академии (1949 год). Автор акафистов святому апостолу Варфоломею, святому первомученику и архидиакону Стефану, службы святителя Иоанну Тобольскому.
26 декабря 1952 года Святейший Патриарх Алексий к шестидесятилетию служения наградил митрополита Варфоломея правом ношения двух панагий.
Похоронен в приделе преподобного Серафима Саровского Вознесенского кафедрального собора Новосибирска.

## Труды
статьи
- Послание к пастве [Новосибирской епархии] // Журнал Московской Патриархии. 1946. — № 5. — С. 56-61.
- Новогоднее послание // Журнал Московской Патриархии. 1948. — № 1. — С. 70-72.
- Сибирские святители — чудотворцы // Журнал Московской Патриархии. 1948. — № 2. — С. 31-39.
- Сибирские Святители // Журнал Московской Патриархии. 1948. — № 3. — С. 26-33.
- Профессор Григорий Петрович Георгиевский [некролог] // Журнал Московской Патриархии. 1948. — № 4. — С. 48-50.
- О пастыреводительном характере творений святителя Димитрия, митрополита Ростовского // Журнал Московской Патриархии. 1949. — № 1. — С. 54-58.
- О пастырском служении по св. апостолу Павлу // Журнал Московской Патриархии. 1950. — № 1. — С. 43-50.
- О пастырском служении по св. апостолу Павлу // Журнал Московской Патриархии. 1950. — № 4. — С. 54-59.
- О пастырском служении по св. апостолу Павлу // Журнал Московской Патриархии. 1950. — № 5. — С. 54-60.
- О пастырском благовествовании // Журнал Московской Патриархии. 1950. — № 6. — С. 25-28.
- Первый шаг к миру // Журнал Московской Патриархии. 1950. — № 9. — С. 6-7.
- Воплощение Сына Божия в плане домостроительства нашего спасения // Журнал Московской Патриархии. 1952. — № 1. — С. 51-53.
- Воскресение и прославление воплотившегося Слова // Журнал Московской Патриархии. 1952. — № 4. — С. 35-39.
- Искупительное значение страданий и крестной смерти Господа Иисуса Христа // Журнал Московской Патриархии. 1952. — № 3. — С. 51-61.
- Подвиг земной жизни Спасителя // Журнал Московской Патриархии. 1952. — № 2. — С. 41-44.

книги
- Вторая миссионерская церковь в г. Тифлисе. — Тифлис, 1897.
- Мысли пастыря о некоторых изречениях святого апостола Павла, относящихся к пастырскому служению. — Тифлис, 1903.
- Пастырь проповедник по св. Иоанну Златоусту. — Тифлис, 1903.
- Как надо понимать возглас священника на утрени: «Слава Тебе, показавшему нам свет». — Тифлис, 1903.
- Мысли о самоубийстве. Посвящается учащейся молодёжи. — Тифлис, 1908.
- Из духовного наследия митрополита Новосибирского и Барнаульского Варфоломея. Дневник, послания, проповеди, статьи. К 40-летию со дня кончины // вступ. ст. и прим. протоиерея Бориса Пивоварова. — Новосибирск, 1996.
- Размышления о создании в себе «внутреннего человека».
- О пастырском служении по св. апостолу Павлу.
- Объяснение чуда исцеления Гадаринских бесноватых.
- Акафист святителю Христову Филиппу, митрополиту Московскому и всея России чудотворцу, 1926.